# Desay Madu Jhya

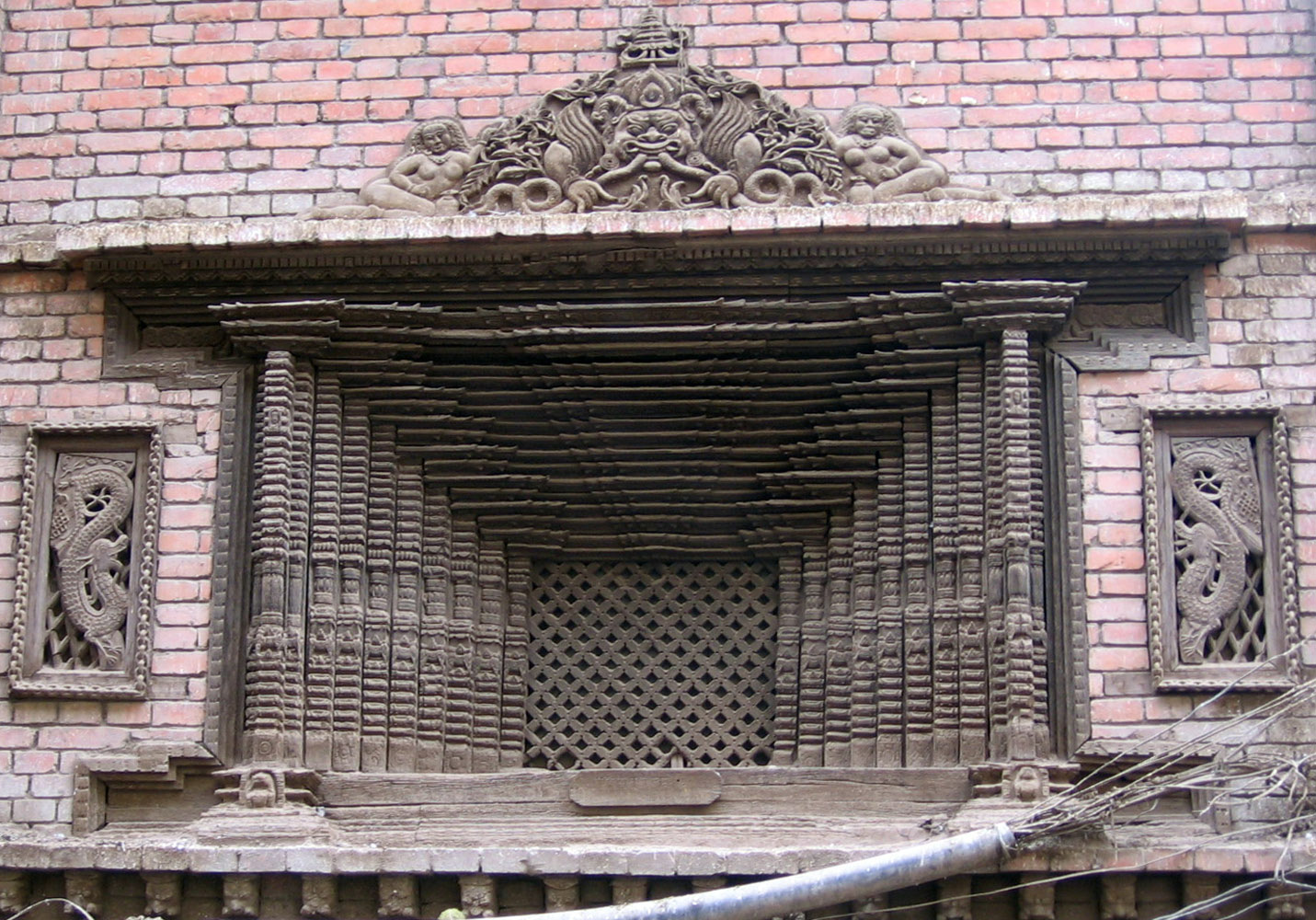
A Desay Madu Jhyā

Desay Madu Jhyā (em nepali: देसय मदु झ्या) é uma janela tradicional de madeira que se encontra em Catmandu, a capital do Nepal, que é célebre por única no mundo. O seu nome significa "janela sem igual no país" em neuari. Faz parte da fachada de um edifício residencial no centro histórico de Catmandu.
A janela é um exemplo notável do património artístico dos neuaris, um povo do vale de Catmandu cujas tradições em talha de madeira remontam a mais de mil anos. Uma das caraterísticas da arquitetura neuari são as suas janelas e portas intricadamente esculpidas em paredes nuas. Os motivos dos relevos são sobretudo religiosos, objetos rituais e bestas e aves míticas. O nível de desenho e relevo das janelas neuaris atingiu o seu auge em meados do século XVIII e são encontradas em palácios, residências privadas e edifícios sagrados por toda a Nepal Mandala, a antiga confederação do centro do Nepal cujo núcleo central é o vale de Catmandu.
Desay Madu Jhyā é famosa por ser a única do seu género. Enquanto a maior parte das janelas tradicionais são janelas salientes esculpidas com detalhes elaborados, Desay Madu Jhyā é uma  janela em treliça, cuja forma se assemelha a um fole das antigas câmaras fotográficas. Datada do século XIX, está classificada como "tesouro nacional". Em 1978 ilustrou uma emissão de selos do Departamento se Serviço Postal do Nepal
Encontra-se numa casa em Yatkhā, uma rua a norte da Praça Darbar, onde se situa o complexo do antigo palácio real. A rua faz parte do percurso cerimonial da parte histórica de Catmandu, onde passam as procissões de carros e desfiles de festivais. A janela é uma atração turística e faz parte dos circuitos turísticos mais usuais usados pelas excursões e guias turísticos.